# Confessioni di un fumatore d'oppio
Confessioni di un fumatore d'oppio (Confessions of an Opium Eater) è un film del 1962 diretto da Albert Zugsmith.
È un film drammatico statunitense con Vincent Price, Linda Ho e Richard Loo. Price interpreta Gilbert de Quincey, un avventuriero del XIX secolo che viene coinvolto in una guerra tra tong a San Francisco. È liberamente ispirato al romanzo del 1822 Le confessioni di un mangiatore d'oppio (Confessions of an English Opium Eater) di Thomas De Quincey.

## Produzione
Il film, diretto da Albert Zugsmith su una sceneggiatura di Robert Hill con il soggetto di Thomas De Quincey (autore del romanzo), fu prodotto da Albert Zugsmith per la Photoplay. Il titolo di una successiva riedizione fu Souls for Sale.

## Distribuzione
Il film fu distribuito negli Stati Uniti dal 20 giugno 1962 al cinema dalla Allied Artists Pictures. È stato poi pubblicato in DVD negli Stati Uniti dalla Warner Home Video nel 2012.
Alcune delle uscite internazionali sono state:
- in Francia il 10 dicembre 1969
- nel Regno Unito (Evils of Chinatown)
- in Belgio (L'Orient érotique)
- in Francia (Les confessions d'un mangeur d'opium)
- in Portogallo (O Fumador de Ópio)
- in Italia (Confessioni di un fumatore d'oppio)

## Promozione
La tagline è: "Dare you enter the nightmare zone of the incredible?".

## Critica
Secondo Leonard Maltin il film è "uno strano B-movie" con un Vincent Price "istrionico".